# Polówka zamszowa
Polówka zamszowa (Agrocybe firma (Peck) Singer) – gatunek grzybów z rodziny pierścieniakowatych (Strophariaceae).

## Systematyka i nazewnictwo
Pozycja w klasyfikacji według Index Fungorum: Agrocybe, Strophariaceae, Agaricales, Agaricomycetidae, Agaricomycetes, Agaricomycotina, Basidiomycota, Fungi.
Po raz pierwszy gatunek ten opisał w 1902 r. Charles Horton Peck, nadając mu nazwę Naucoria firma. Do rodzaju Agrocybe (polówka) włączył go Rolf Singer w 1940 r.
Polską nazwę zaproponował Władysław Wojewoda w 2003 r.

## Morfologia
Kapelusz
Średnica do 6,5 cm, u młodych owocników wypukły. Powierzchnia lepka, naga, początkowo ciemnobrązowa, w stanie dojrzałym żółtobrązowa. Brzeg nie jest podwinięty.
Blaszki
Wąsko przyrośnięte, dość gęste, z blaszeczkami, początkowo białawe, potem matowobrązowe.
Trzon
Wysokość 6–8 cm, grubość 0,5–1 cm, kształt cylindryczny. Powierzchnia wyraźnie podłużnie żebrowana włókienkami i skupiskami włókienek, które początkowo są białawe, ale stają się brązowe (przypominające łuski w rodzaju Leccinum); kolor podłoża średniobrązowy. Brak pierścienia. U podstawy biała grzybnia i ryzomorfy.
Miąższ
Biały, nie zmieniający barwy po przecięciu, o przyjemnym zapachu i smaku.
Wysyp zarodników
Ciemnobrązowy.
Cechy mikroskopowe
Podstawki 4-zarodnikowe. Bazydiospory 6,5–8 × 4–5 µm, elipsoidalne, gładkie, grubościenne; z niewielką porą rostkową, w KOH żółtobrązowe, w odczynniku Melzera brązowawe. Cheilocystydy liczne, 20–35 × 7,5–10 µm, wrzecionowate do szeroko wrzecionowatych lub nieregularne; często z wierzchołkiem nieco główkowatym; w KOH bezbarwne, gładkie; cienkościenne. Pleurocystydy 25–40 × 12,5–17,5 µm; szeroko workowate, z opuchniętą górną częścią, gładkie, cienkościenne, w KOH bezbarwne. Trama blaszek równoległa. Komórki skórki w kapeluszu różnokształtne z rozproszonymi pileocystydami, w KOH złote do żółtobrązowych, głównie wrzecionowate, czasami z lekko opuchniętym lub prawie główkowatym wierzchołkiem, wystające tylko nieznacznie poza pozostałe komórki skórki. Na strzępkach sprzążki.
Gatunki podobne
Jeddną z bardziej charakterystycznych cech polówki zamszowej są drobne, białawe, a następnie brązowe włókienka, które są łączą się w niewyraźne, podłużne linie. Wśród polówek wyróżnia się także ciemnobrązowym kapeluszem.

## Występowanie i siedlisko
Znane jest występowanie polówki zamszowej głównie w Ameryce Północnej i Europie, pojedyncze stanowiska podano także w Ameryce Południowej i Australii. W. Wojewoda w 2003 r. przytoczył 2 stanowiska i proponował umieszczenie tego gatunku na czerwonej liście gatunków zagrożonych w kategorii gatunek rzadki. W następnych latach podano nowe stanowiska. Znajduje się na Czerwonej liście roślin i grzybów Polski. Ma status E – gatunek wymierający, którego przeżycie jest mało prawdopodobne, jeśli nadal będą działać czynniki zagrożenia.
Naziemny grzyb saprotroficzny. Występuje w lasach liściastych i mieszanych, w zaroślach, wśród opadłych liści, zwłaszcza bukowych, także w lasach nadrzecznych wśród liści olszy. Rozwija się na martwym drewnie drzew liściastych.